# Kőköz
A Kőköz (románul: Cheile Vălișoarei) kb. 3 km hosszú sziklaszoros Romániában, Erdélyben, Fehér megyében, a Torockói-hegységben, Torockó és Nagyenyed között.

## Leírása
A természeti szépségekben gazdag, több mint 2 km hosszú szoros Torockógyertyános közelében található. A Torockó-Nagyenyed közötti országúton érhető el; az út itt 250 méter magasságú, sima felületű sziklafalak között vezet. Itt folyik keresztül az Enyed patak is. Mellette emelkedik a Csitátye 773 méter magas sziklaorma. 
Környékén vadregényes vízesések, szorosok, és több barlang is található, melyeknek feltárása Czárán Gyula nevéhez kötődik. 1704-ben a nagyenyediek közül sokan ezekben a barlangokban bujdostak el az osztrákok elől.

## Történelem
Itt estek csapdába 1944 szeptember 7-én a 2. magyar hadseregnek egyes részei, máig nem teljesen tisztázott körülmények közt ("Kőközei rejtély").

## Külső hivatkozások
- Fotók – Erdély-szép.hu